# Gran Premio di Spagna 1968
Il Gran Premio di Spagna 1968 fu una gara di Formula 1, disputatasi il 12 maggio 1968 sul Circuito permanente del Jarama. Fu la seconda prova del mondiale 1968 e vide la vittoria di Graham Hill su Lotus-Ford, seguito da Denny Hulme e da Brian Redman. Si trattò del primo Gran Premio senza Jim Clark, che circa un mese prima perse tragicamente la vita durante una gara di Formula 2.

## Qualifiche
| Pos | N  | Pilota               | Costruttore/Motore | Scuderia                              | Tempo  | Distacco |
| --- | -- | -------------------- | ------------------ | ------------------------------------- | ------ | -------- |
| 1   | 19 | Chris Amon           | Ferrari            | Scuderia Ferrari SpA SEFAC            | 1:27.9 | —        |
| 2   | 9  | Pedro Rodríguez      | BRM                | Owen Racing Organisation              | 1:28.1 | +0.2     |
| 3   | 1  | Denny Hulme          | McLaren-Ford       | Bruce McLaren Motor Racing            | 1:28.3 | +0.4     |
| 4   | 2  | Bruce McLaren        | McLaren-Ford       | Bruce McLaren Motor Racing            | 1:28.3 | +0.4     |
| 5   | 6  | Jean-Pierre Beltoise | Matra-Ford         | Matra International                   | 1:28.3 | +0.4     |
| 6   | 10 | Graham Hill          | Lotus-Ford         | Gold Leaf Team Lotus                  | 1:28.4 | +0.5     |
| 7   | 7  | John Surtees         | Honda              | Honda Racing                          | 1:28.8 | +0.9     |
| 8   | 21 | Jacky Ickx           | Ferrari            | Scuderia Ferrari SpA SEFAC            | 1:29.6 | +1.7     |
| 9   | 4  | Jochen Rindt         | Brabham-Repco      | Brabham Racing Organisation           | 1:29.7 | +1.8     |
| 10  | 16 | Jo Siffert           | Lotus-Ford         | Rob Walker/Jack Durlacher Racing Team | 1:29.7 | +1.8     |
| 11  | 5  | Piers Courage        | BRM                | Reg Parnell Racing                    | 1:29.9 | +2.0     |
| 12  | 15 | Ludovico Scarfiotti  | Cooper-BRM         | Cooper Car Company                    | 1:30.8 | +2.9     |
| 13  | 14 | Brian Redman         | Cooper-BRM         | Cooper Car Company                    | 1:31.0 | +3.1     |
| DNS | 3  | Jack Brabham         | Brabham-Repco      | Brabham Racing Organisation           | 1:44.2 | +16.3    |

## Gara
| Pos | N. | Pilota               | Costruttore/Motore | Giri | Tempo/Ritiro   | Griglia | Punti |
| --- | -- | -------------------- | ------------------ | ---- | -------------- | ------- | ----- |
| 1   | 10 | Graham Hill          | Lotus-Ford         | 90   | 2:15:02.1      | 6       | 9     |
| 2   | 1  | Denny Hulme          | McLaren-Ford       | 90   | + 15.9         | 3       | 6     |
| 3   | 14 | Brian Redman         | Cooper-BRM         | 89   | + 1 Giro       | 13      | 4     |
| 4   | 15 | Ludovico Scarfiotti  | Cooper-BRM         | 89   | + 1 Giro       | 12      | 3     |
| 5   | 6  | Jean-Pierre Beltoise | Matra-Ford         | 81   | + 9 Giri       | 5       | 2     |
| Ret | 2  | Bruce McLaren        | McLaren-Ford       | 77   | Perdita olio   | 4       |       |
| Ret | 7  | John Surtees         | Honda              | 74   | Cambio         | 7       |       |
| Ret | 16 | Jo Siffert           | Lotus-Ford         | 62   | Trasmissione   | 10      |       |
| Ret | 19 | Chris Amon           | Ferrari            | 57   | Pompa benzina  | 1       |       |
| Ret | 5  | Piers Courage        | BRM                | 52   | Pompa benzina  | 11      |       |
| Ret | 9  | Pedro Rodríguez      | BRM                | 27   | Incidente      | 2       |       |
| Ret | 21 | Jacky Ickx           | Ferrari            | 13   | Iniezione      | 8       |       |
| Ret | 4  | Jochen Rindt         | Brabham-Repco      | 10   | Pressione olio | 9       |       |

## Statistiche

### Piloti
- 11ª vittoria per Graham Hill
- 1° pole position per Chris Amon
- 1° e unico podio per Brian Redman
- 30° podio per Graham Hill
- 1º giro più veloce per Jean-Pierre Beltoise

### Costruttori
- 31° vittoria per la Lotus
- 1° podio per la McLaren
- 1º giro più veloce per la Matra

### Motori
- 6° vittoria per il motore Ford Cosworth
- 10° podio per il motore Ford Cosworth

### Giri al comando
- Pedro Rodríguez (1-11)
- Jean-Pierre Beltoise (12-15)
- Chris Amon (16-57)
- Graham Hill (58-90)

## Classifiche Mondiali

### Piloti
| Pos | Pilota               | Punti |
| --- | -------------------- | ----- |
| 1   | Graham Hill          | 15    |
| 2   | Jim Clark            | 9     |
| 3   | Denny Hulme          | 8     |
| 4   | Jochen Rindt         | 4     |
|     | Brian Redman         | 4     |
| 6   | Chris Amon           | 3     |
|     | Ludovico Scarfiotti  | 3     |
|     | Jean-Pierre Beltoise | 3     |

### Costruttori
| Pos | Team          | Punti |
| --- | ------------- | ----- |
| 1   | Lotus-Ford    | 18    |
| 2   | McLaren-Ford  | 6     |
| 3   | Brabham-Repco | 4     |
|     | Cooper-BRM    | 4     |
| 5   | Ferrari       | 3     |
|     | Matra-Ford    | 3     |
| 7   | McLaren-BRM   | 2     |